# DIY (lucha libre)
DIY (También estilizado como #DIY) es un stable de lucha libre profesional, compuesto por Johnny Gargano, Tommaso Ciampa y Candice LeRae que trabajan en la WWE en la marca SmackDown. El equipo es también conocido por luchar en el circuito independiente, aunque fueron más reconocidos por su paso en WWE en su marca NXT. El nombre del equipo proviene del término popular DIY (Do It Yourself / Hágalo usted mismo).
Dentro de sus logros, se destaca un reinado como Campeones en Parejas de NXT. Además, ambos ganaron el Campeonato de NXT.

## Historia

### WWE (2015-2017, 2018, 2019-2020, 2023-presente)

#### NXT (2015-2017, 2019-2020)
El 2 de septiembre en NXT, Gargano y Ciampa se presentaron en el torneo Dusty Rhodes Tag Team Classic. El 9 de septiembre en NXT, derrotaron a Tyler Breeze y Bull Dempsey, avanzando a los cuartos de final del torneo. El 16 de septiembre en NXT, fueron derrotados por Baron Corbin y Rhyno, siendo eliminados del torneo.
El 2 de abril de 2016, tanto Gargano como Ciampa habían firmado un contrato con WWE el cual, les permitía participar en NXT como en eventos independientes.
Durante el torneo Cruiserweight Classic de WWE, Gargano y Ciampa se presentaron como participantes de dicho torneo. El 23 de junio en CWC, Gargano derrotó irónicamente a Ciampa, avanzando a los octavos de final. El 14 de julio en CWC, Gargano fue derrotado por TJP, siendo eliminado del torneo. Tras esto, se supo que Johnny Gargano y Tommaso Ciampa firmaron con WWE a tiempo completo, como parte de NXT.
Tras firmar con WWE, Gargano y Ciampa comenzaron una rivalidad con The Revival (Dash y Dawson), quienes ostentaban los Campeonatos en Parejas de NXT. En NXT Takeover: Brooklyn II, fueron derrotados por The Revival. Tras el anuncio del torneo Dusty Rhodes Tag Team Classic, Gargano y ciampa empezaron a figurar como #DIY. En la primera ronda, Gargano y Ciampa derrotaron a Ho Ho Lun y Tian Bing, avanzando a los cuartos de final. Nuevamente se enfrentaron ante The Revival, esta vez por la clasificación a las semifinales del torneo pero debido a una lesión de Scott Dawson, Gargano y Ciampa clasificaron automáticamente. En las semifinales, fueron derrotados por The Authors of Pain (Akam y Rezar). A la par, continuaron con su rivalidad con The Revival. En NXT TakeOver: Toronto: derrotaron a Dash Wilder y Scott Dawson en un 2-out-of-3 Falls Match y ganaron los Campeonatos en Parejas de NXT. El 28 de diciembre en NXT, retuvieron los campeonatos ante Tajiri y Akira Tozawa.
Tras haber ganado los Campeonatos en Pareja de NXT, comenzaron una rivalidad con The Authors of Pain (Akam & Rezar), quienes habían ganado el Dusty Rhodes Tag Team Classic. En NXT TakeOver: San Antonio, fueron derrotados por The Authors of Pain, perdiendo los títulos. El 1 de febrero en NXT, fueron derrotados por The Authors of Pain por descalificación ya que, The Revival hizo su regreso para atacar a Akam y Rezar y a la vez, a Gargano y Ciampa. En NXT TakeOver: Chicago, nuevamente fueron derrotados por The Authors of Pain en un Ladder Match. Tras la lucha, Gargano y Ciampa fueron aclamados por el público pero antes de salir del ringside, Ciampa atacó a Gargano cambiando a heel, disolviéndose así el equipo.
A partir del inicio de 2019, Ciampa continuó su rivalidad con Black de manera individual mientras que Gargano (por sugerencia de Ciampa) comenzó una nueva confrontación contra Ricochet en torno al Campeonato Norteamericano de NXT. En NXT TakeOver: Phoenix, Gargano derrotó a Ricochet, ganando el Campeonato Norteamericano de NXT y a le vez, Ciampa venció a Black, reteniendo el Campeonato de NXT. Al finalizar la lucha, Gargano salió a celebrar con Ciampa, indicando una nueva alianza entre ellos aunque fueron interrumpidos por Candice LeRae y posteriormente por Black, Dream, Cole y Ricochet. El 20 de febrero en NXT, Gargano perdió su título ante Velveteen Dream.
El 18 de febrero de 2019, Ciampa y Gargano hicieron su debut en Raw y derrotaron a sus ex-rivales y Campeones en Parejas de Raw The Revival en una lucha no titular. La noche siguiente también hicieron su debut en SmackDown Live, derrotando a The Bar (Cesaro & Sheamus).
El 27 de febrero en NXT, Regal anunció a los participantes del Dusty Rhodes Tag Team Classic por lo que sugerencia de él mismo, Gargano y Ciampa se aliaron nuevamente para participar del torneo. El 6 de marzo en NXT, derrotaron a The Undisputed Era (Kyle O'Reilly y Bobby Fish), clasificando a la siguiente fase del torneo. El 13 de marzo en NXT, fueron derrotados por Aliester Black y Ricochet. Al finalizar la lucha, Ciampa intentó atacar a Gargano (de la misma forma que en NXT TakeOver: Chicago) pero éste lo frenó para luego atacarlo frente a Candice LeRae, cambiando a face en el proceso y disolviendo la alianza nuevamente.
El 16 de enero de 2020, Gargano salió al rescate de Ciampa, quien fue brutalmente atacado por The Undisputed Era, donde ambos aplicaron su clásico «Meeding in The Middle» sobre Bobby Fish. Esa misma noche, se confirmó una lucha pactada en Worlds Collide, donde se enfrentarían a Moustache Mountain (Trent Seven & Tyler Bate), reformando la dupla nuevamente. En Worlds Collide, derrotaron a Moustache Mountain.
En NXT TakeOver: Portland, Ciampa se enfrentó a Adam Cole por el Campeonato de NXT pero no logró ganar debido a una interferencia por parte de Gargano, quién lo traicionó atacándolo con el título en la mano, cambiando a heel.
Ciampa y Gargano reunieron a DIY en la edición de NXT del 23 de noviembre de 2021 como parte del Team Black & Gold junto a Pete Dunne y LA Knight para luchar contra el Team 2.0, formado por Bron Breakker, Grayson Waller, Tony D'Angelo y Carmelo Hayes , en el partido de WarGames masculino de ese año. Continuarían perdiendo el combate, siendo este aparentemente el último combate de Gargano en la WWE, después de lo cual decidió no renovar su contrato con la compañía después de que expiró el 10 de diciembre. Sin embargo, Gargano regresó en la edición de Raw del 22 de agosto de 2022 mientras Ciampa estaba alineado con The Miz. Una lesión en la cadera de Ciampa lo mantendría fuera de acción hasta el verano siguiente, mientras Gargano competía solo o formando equipo con Dexter Lumis antes de que una lesión en el hombro dejara fuera a Gargano durante varios meses.

#### Roster principal (2023-presente)
En el episodio del 2 de octubre de 2023 de Raw, Ciampa no pudo ganarle el Campeonato Intercontinental a Gunther. Después del combate, Ciampa fue atacado por los compañeros del Imperium de Gunther, Ludwig Kaiser y Giovanni Vinci. Sin embargo, Gargano regresaría a la WWE después de varios meses de ausencia para rescatar a Ciampa, reuniendo oficialmente a DIY en el proceso.

### Circuito independiente (2015-2016)
Entre la creación de DIY y mediados de 2016, tanto Gargano como Ciampa tenían un contrato a tiempo parcial con WWE y continuaron apareciendo en promociones independientes. Cuando se creó DIY en agosto de 2015, Gargano también era parte de la promoción canadiense Smash Wrestling, en la que era el campeón de Smash Wrestling desde el 26 de abril. Continuó manteniendo y defendiendo el título en paralelo a sus actividades en la WWE (incluso contra su esposa). Candice LeRae el 23 de agosto de 2015), antes de perderlo ante Mark Haskins en PROGRESS Capítulo 32: 5000 a 1 el 26 de junio de 2016. 
Gargano y Ciampa también lucharon en Pro Wrestling Guerrilla (PWG) desde 2013; El 11 de diciembre de 2015, desafiaron sin éxito a The Young Bucks (Matt y Nick Jackson) por su Campeonato Mundial en Parejas de PWG en la primera noche del All-Star Weekend XI. En la segunda noche, perdieron ante Unbreakable F'n Machines (Brian Cage y Michael Elgin). También lucharon juntos en la promoción Absolute Intense Wrestling con sede en Ohio, participando en una lucha por equipos de diez hombres en un esfuerzo exitoso en el evento Keep the Change, You Filthy Animal.
Tanto Gargano como Ciampa también habían sido parte de la promoción Dreamwave desde 2014. El 2 de enero de 2016, en el evento Season Premiere, desafiaron sin éxito a los campeones en parejas de Dreamwave, Christian Rose y Matt Cage, por sus títulos. En el evento Beyond Wrestling Beyond The Dream Left Behind el 31 de enero, derrotaron a Dan Maff y Monsta Mack.
El 19 de febrero de 2016 en el evento Art of War de AAW Wrestling, fueron derrotados por Chris Hero y Drew Gulak.

## Legado
Habiéndose separado, Ciampa estuvo fuera de acción por varios meses debido a una lesión en la rodilla mientras que Gargano comenzó a luchar por diferentes oportunidades dentro de NXT. En NXT TakeOver: Brooklyn III, Gargano fue derrotado por Andrade después de que Zelina Vega interfiriera lanzándole una camiseta de DIY. Tras esto, en NXT TakeOver: WarGames, tuvo una oportunidad por el Campeonato del Reino Unido de la WWE pero fue derrotado por Pete Dunne. El 11 de octubre en NXT, Gargano fue vencido nuevamente por Andrade de la misma forma que la primera vez por lo que, comenzaría una rivalidad entre ambos. El 6 de diciembre en NXT, derrotó a Kassius Ohno para clasificar en un Fatal 4-way Match para ser el retador #1 al Campeonato de NXT. El 27 de diciembre en NXT, participó en el Fatal 4-way Match frente a Aliester Black, Lars Sullivan y Killian Dain donde gracias a una interferencia por parte de Adam Cole, ganó la lucha para ser el retador #1 al Campeonato de NXT.
En NXT TakeOver: Philadelphia, fue derrotado por Andrade. Después de la lucha, Ciampa hizo su regreso donde atacó a Gargano con la muleta que llevaba en el brazo. El 21 de febrero en NXT, Gargano fue derrotado por Andrade en un Title vs. Career Match gracias a la interferencia de Ciampa. Dado esto, Gargano tuvo que dejar NXT (kayfabe).

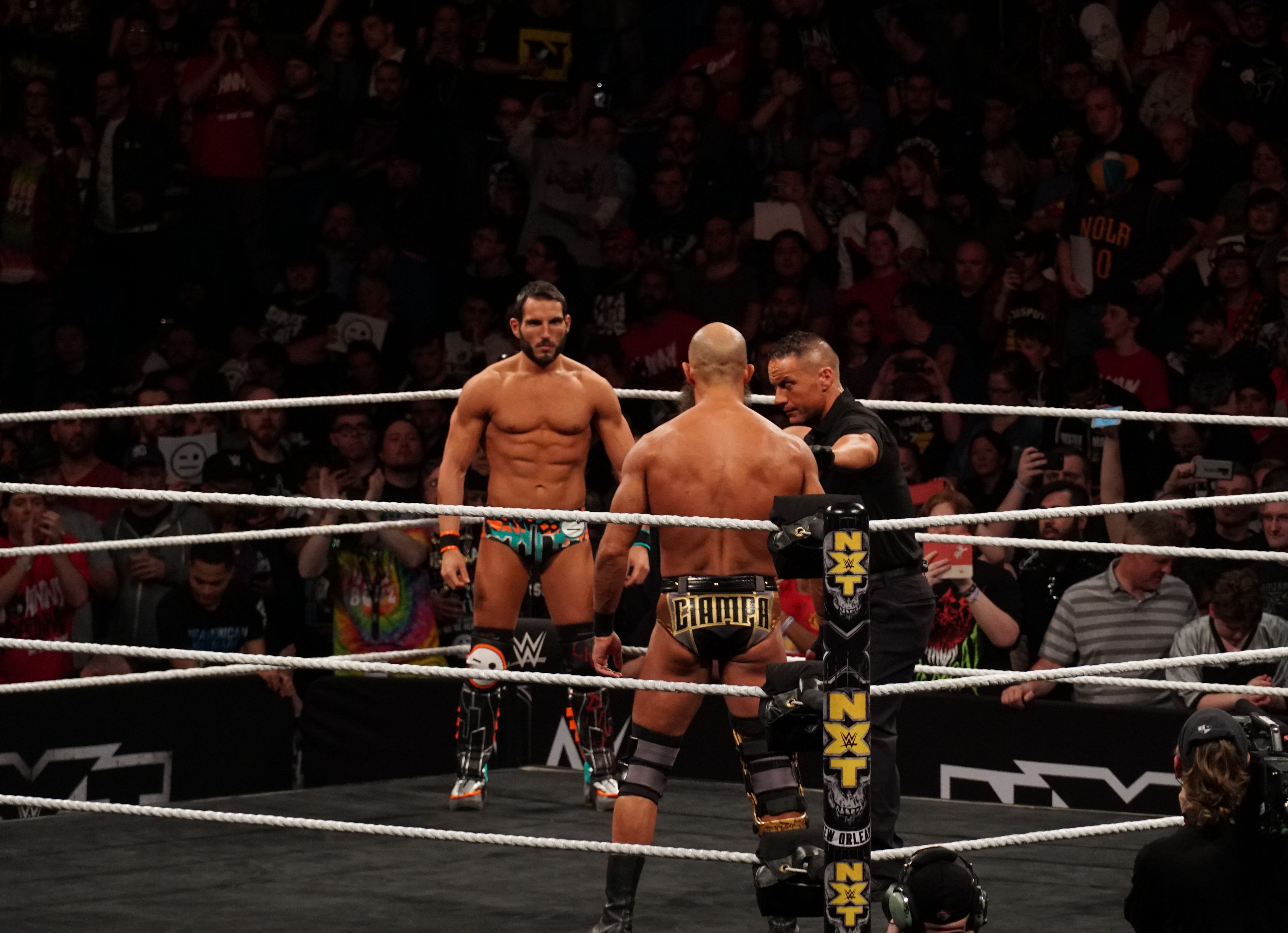
Gargano enfrentando a Ciampa en NXT TakeOver: New Orleans en abril de 2018.

A raíz de esto comenzó la rivalidad entre Gargano y Ciampa. Tras varias declaraciones y agresiones mutuas, en NXT TakeOver: New Orleans, Gargano derrotó a Ciampa en un Unsanctioned Match donde si Gargano ganaba, sería reincorporado a NXT. El 25 de abril en NXT, Aleister Black tenía que enfrentarse ante Gargano en una lucha titular por el Campeonato de NXT pero este último fue atacado por Ciampa. Debido a esto, se pactó una nueva lucha entre ambos. En NXT TakeOver: Chicago II, Ciampa derrotó a Gargano en un Chicago Street Fight. Tras esto, Ciampa comenzó una rivalidad con Aleister Black. El 18 de julio en NXT, Ciampa derrotó a Black gracias a un Superkick accidental de Gargano a Black, ganando así el Campeonato de NXT. A causa de esto, Ciampa y Gargano nuevamente se enfrentaron pero esta vez junto a Black. El 8 de agosto en NXT, los tres empezaron a agredirse mutuamente pero fueron separados por William Regal. Al finalizar, se había encontrado a Black atacado por alguien desconocido, lo que provocó su lesión posterior.
En NXT TakeOver: Brooklyn 4, estos tres debieron enfrentarse en un Triple Threat Match pero debido a la lesión de Black, se reprogramó la lucha sólo para dos donde Ciampa venció a Gargano en un Last Man Standing Match, reteniendo el título. Tras esto, se estableció el argumento sobre el atacante contra Aliester Black donde se sospecharon de muchos luchadores de NXT, y a la rivalidad de Ciampa, Gargano y Black, se sumó Nikki Cross quien sabía la identidad del atacante. El 17 de octubre en NXT, Black hizo su regreso sólo para saber la identidad de su agresor por parte de Cross. El 24 de octubre en NXT, la identidad se reveló por parte de Gargano quien atacó a Black al instante, cambiando a heel. Mientras que Ciampa comenzaba una rivalidad con Velveteen Dream, Gargano lo tendría con Black. En NXT TakeOver: WarGames II, Gargano fue vencido por Black y, Ciampa derrotó a Dream, reteniendo el título.
El 19 de diciembre en NXT, Gargano derrotó a Black en un Steel Cage Match después de que Ciampa interfiriera en contra del primero ambos le hicieran su clásico Meeting in the Middle, lo que hizo una alusión a una posible reunión.
En NXT TakeOver: New York, Ciampa salió a celebrar el triunfo de Gargano sobre Cole por el vacante Campeonato de NXT junto a Candice LeRae.
Sin embargo, Gargano regresó en la edición de Raw del 22 de agosto de 2022, mientras que Ciampa está alineado con The Miz semanas antes.

## En lucha
- Movimientos finales en equipo
  - Meeting in the Middle[10] (Running knee smash (Ciampa) / Superkick (Gargano) en combinación a un oponente arrodillado[11])
- Movimientos finales de Gargano
  - Garga-No-Escape (Chickenwing over the shoulder crossface) – NXT; 2016–presente
  - Hurts Donuts (Full Nelson transicionado en un reverse STO)- Circuito independiente
  - Slingshot DDT - 2017-presente
- Movimientos finales de Ciampa
  - Over the back (Armbar)53 54 – NXT; 2016–presente
  - Project Ciampa (Powerbomb double knee backbreaker) - NXT
  - Rope hung DDT - 2018-presente
  - Fairytale Ending (Lifting double underhook facebuster) - 2018-presente
- Temas de Entrada
  - "Chrome Hearts" by CFO$ (NXT) [2015-2017; 2019-2020]
  - "It's Our Moment" by def rebel (WWE) [2023-presente]
- Apodos
  - "Johnny Wrestling" (Johnny Gargano)
  - "Psycho Killer" (Tommaso Ciampa)

## Campeonatos y logros
- Smash Wrestling
  - Smash Wrestling Championship (1 vez) – Gargano

- WWE
  - WWE Tag Team Championship (2 veces)
  - NXT Championship - Ciampa (1 vez) y Gargano (1 vez)
  - NXT North American Championship - Gargano (1 vez)
  - NXT Tag Team Championship (1 vez)
  - NXT Year–End Award (3 veces)
    - Lucha del año (2016) vs. The Revival (Scott Dawson & Dash Wilder) (c) en una de dos de tres caídas para el vacante por los NXT Tag Team Championship en NXT TakeOver: Toronto
    - Lucha del año (2019) – Gargano contra Adam Cole en una de dos de tres caídas para el vacante NXT Championship en NXT TakeOver: New York
    - Rivalidad del año (2019) – Gargano vs. Adam Cole
- Wrestling Observer Newsletter
  - Lucha 5 estrellas (2025) vs. The Street Profits vs. The Motor City Machine Guns  en SmackDown el 25 de abril de 2025